# Johnny Burnette
Pour les articles homonymes, voir Johnny.
Johnny Burnette (25 mars 1934 – 14 août 1964) est un chanteur et guitariste de rockabilly américain. Avec son frère Dorsey Burnette et son ami Paul Burlison, il est un membre fondateur de The Rock and Roll Trio (en).

## Carrière
Né le 25 mars 1934 dans un hôpital de la charité à Memphis, il est très vite influencé par son frère aîné Dorsey. Il vit une bonne partie de son enfance sous une tente, ses parents étant trop pauvres pour louer un appartement ou même une chambre. Enfant, Johnny va à la même école qu’Elvis Presley et, adolescent, travaille dans la même compagnie d’électricité, Crown Electric, où Elvis est conducteur de camion. Il se met ensuite à la boxe et étudie la guitare.
Au début des fifties, les Burnette Bros rencontrent un troisième boxeur, le guitariste Paul Burlison (né à Brownsville, Tennessee en 1929), qui a joué une fois avec Howlin' Wolf et forment un groupe The Memphis Four.
Vers 1953 les trois jeunes gens décident de mettre leur punch au service de la musique qu’ils aiment, le hillbilly.
Au début de l’année 1954 à Corinth (Mississippi), Johnny (vocal et guitare rythmique), Dorsey (contrebasse) et Paul (guitare électrique) enregistrent un premier single, produit par le père d’Eddie Bond. Le disque est pressé sur le rarissime VON 1006 qui contient une première version de You’re Undecided et Go Mule Go.
Refusé par Sam Phillips, le groupe part tenter sa chance à New York où il prend le nom de Rock'n'Roll Trio. Ils sortent Tear It Up chez Coral et tournent avec les Drifters, Carl Perkins et Gene Vincent. En 1957, ils enregistrent l'album Johnny Burnette And The Rock And Roll Trio où figure l'excellent rockabilly Train Kept A Rollin'. La même année, ils enregistrent sur un 45 tours Coral Records (9-61918) le mythique Rock Billy Boogie, titre qui sera repris par Robert Gordon ou Johnny Winter, entre autres. Puis le trio se sépare et les frères Burnette écrivent pour Roy Brown ou Ricky Nelson.
En 1960 Johnny Burnette connaît son heure de gloire avec une ballade Dreamin' , qui entre dans le top 10. La même année, un autre titre You’re Sixteen  écrit par Richard et Robert Sherman apparaît dans le top 10 américain. Ce morceau sera repris en 1974 par Ringo Starr qui sera classé n° 1 aux États-Unis pendant une semaine. Au début de l'année 1961, Johnny Burnette enregistrera un autre succès "Little Boy Sad" qui sera classé n° 20 dans les charts country.
Le 14 août 1964, Johnny Burnette trouve la mort accidentellement, alors qu’il pêche en bateau sur le Clear Lake en Californie, laissant une veuve et deux orphelins.
Son fils Rocky Burnette chante du rockabilly avec le guitariste Darrel Higham. En 1979 il entre au Top 10 anglais avec le titre rockabilly Tired of Toein’ The Line.
Son neveu Billy Burnette (le fils de Dorsey Burnette et frère de Johnny) fait une belle carrière comme chanteur de musique country dans les années quatre-vingt chez Fleetwood Mac et comme acteur.

## Discographie

### Carrière solo
- 11.09.1958  I'm Restless / Kiss Me (Freedom F-44001)
- 06.03.1959  Me And The Bear / Gumbo (Freedom (F-44011)
- 24.06.1959  I'll Never Love Again / Sweet Baby Doll (Freedom (F-44017)
- 10.11.1959  Settin' The Woods On Fire / Kentucky Waltz  (Liberty F- 55222)
- 08.03.1960  Don't Do It / Patrick Henry  (Liberty F-55258)
- 04.05.1960  Dreamin' / Cincinnati Fireball (Liberty F-55258)
- 05.10.1960  You're Sixteen / I Beg Your Pardon (Liberty F-55285)
- 03.01.1961  Little Boy Sad / (I Go) Down To The River (Liberty F-55298)
- 30.03.1961  Big Big World / Ballad Of The One Eyed Jacks (Liberty C-33318 33 1/3 Single)
- 14.06.1961  I've Got A Lot Of Thing / Girls  (Liberty F-55345)
- 08-09.1961  Fools Like Me / Honestly I Do (Liberty 55377)
- 27.09.1961  God, Country And My Baby / Honestly I Do (Liberty 55379)
- 26.01.1962  Clown Shoes / The Way I Am (Liberty 55416)
- 13.04.1962  The Fool Of The Year / The Poorest Boy In Town (Liberty 55489)
- 30.07.1962  Damn The Defiant / Lonesome Waters (Liberty 55489)
- 01.08.1962  I Wanna Thank Your Folks / The Giant (Chancellor C-1116)
- 01.10.1962  Tag Along / Party Girl (Chancelor  C-1123)
- 01.12.1962  Remember Me (I'm The One Who Loves You) / Time Is Not Enough (Chancellor C-1129)
- 19.08.1963  It Isn't There / All Week Long (Capitol 5023)
- 20.01.1964  The Opposite / You Taught Me The Way / To Love You (Capitol 5114)
- 04.05.1964  Sweet Suzie / Walkin' Talkin'Doll (Capitol 5176)
- 01.07.1964  Fountain Of Love / What A Summer Day (Sahara 512)
- 01.09.1964  Bigger Man / Less Than A Heartbeat (Magic Lamp 515)